# Stermann & Grissemann

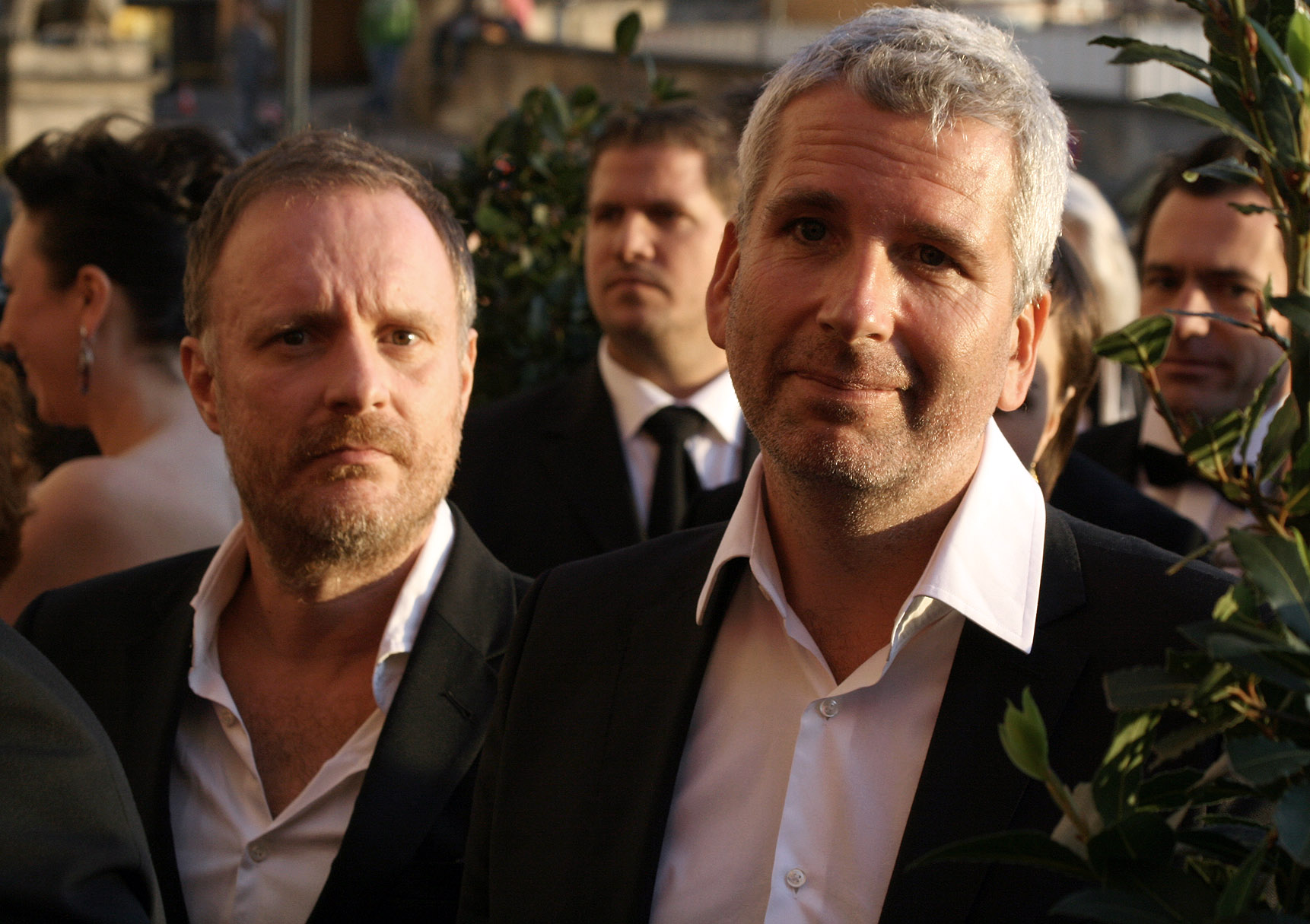
Grissemann (links) & Stermann (rechts) bei der Romy-Verleihung 2012

Stermann & Grissemann sind ein deutsch-österreichisches Satiriker-Duo, bestehend aus Dirk Stermann und Christoph Grissemann.
Beide begannen ihre Karriere beim ORF, in dessen Radiosendern Ö3 bzw. FM4 sie seit 1991 gemeinsam die Radiosendung Salon Helga hatten.  
1996 folgten erste Fernsehauftritte, die zum Teil im Rahmen der Kunst-Stücke ausgestrahlt wurden. 1998 bis 2011 betrieben sie auch beim deutschen Radio Eins eine Satiresendung. 1998 erschien das erste Buch des Duos und seit 1999 sind sie in eigenen Kabarettprogrammen auf der Bühne zu sehen. Seit 2007 haben Stermann und Grissemann eine eigene Fernsehshow: Willkommen Österreich, die früher im Rahmen der Donnerstag Nacht im ORF ausgestrahlt wurde und seit  18. September 2012 am Dienstagabend, meist um 22 Uhr, in der Satireleiste DIE.NACHT ausgestrahlt wird.

## Geschichte
Gemeinsam machten sie unter anderem seit 1991 im ORF die Radiosendung Salon Helga, zuerst auf Ö3 und ab 1995 auf FM4. Zudem moderierten sie auf FM4 ab 1995 jeden Mittwoch um Mitternacht die Live-Datingshow Radio Blume, in der Anrufer einen weiblichen Studiogast umwarben. Seit 1996 waren sie im ORF auch in verschiedenen auf sie zugeschnittenen Fernsehformaten wie z. B. Frau Pepi und die Buben (1996),  Schöne Show (1997), Blech oder Blume (1997, die TV-Version von Radio Blume), Suite 16 (1998) oder Kulturkiste (2002) zu sehen.
Im deutschen Hörfunk waren sie – hier als Grissemann & Stermann – zwischen 1998 und 2011 jeden Sonntag, auf Radio Eins (RBB) mit ihren Sendungen Show Royale und Blech oder Blume (Slogan Gute Frau sucht guten Mann und Damenwahl bei Show Royale) vertreten.
Nach dem Regierungswechsel in Österreich im Jahr 2000 (Regierungsbeteiligung der FPÖ) wurden Stermann & Grissemann vom ORF aus politischen Gründen vom Dienst suspendiert. Als Grund dafür wurde angeführt, dass die beiden 1999 in einem satirischen Interview über Jörg Haider gesagt hatten: „Ich glaube, wenn man Haider derzeit stoppen wollte, dann müsste man ihn erschießen.“ Dieses Zitat erregte erst nach der Regierungsbildung großes Aufsehen, nachdem es vom damaligen FPÖ-Generalsekretär Peter Westenthaler im Österreichischen Nationalrat als „Aufruf zum Mord“ interpretiert wurde. Nachdem die Staatsanwaltschaft die von der FPÖ angeregten Ermittlungen einstellte, wurde einige Monate später die Suspendierung der beiden Satiriker wieder aufgehoben.
Zwischen 1995 und 2002 sendete der Radiosender FM4 parallel zur Fernsehausstrahlung ihren Livekommentar zum Eurovision Song Contest. Nach zehnjähriger Abstinenz kommentierten sie 2012 erneut den Wettbewerb. Die Tonspur wurde neben der Ausstrahlung auf FM4 auch via Zweikanalton bei ORF eins ausgestrahlt.
2002 wollten sie mit ihrem Lied Das schönste Ding der Welt Österreich beim Eurovision Song Contest in Tallinn/Estland vertreten, scheiterten jedoch bei der Vorausscheidung knapp und wurden Zweite hinter Manuel Ortega.
Stermann & Grissemann wurden 2002 mit dem Salzburger Stier ausgezeichnet.
Ab Oktober 2005 hatten sie außerdem regelmäßige Gastauftritte in der in ORF 1 ausgestrahlten Satiresendung Dorfers Donnerstalk.

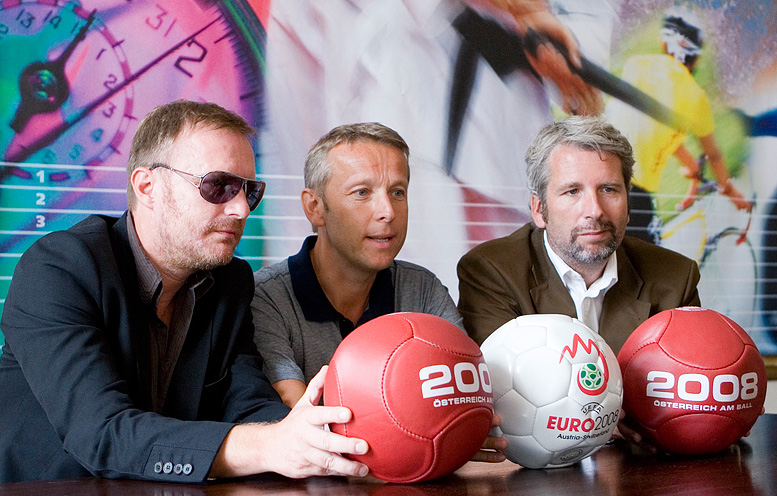
Dreharbeiten zu einer Willkommen Österreich-Folge mit Sportstaatssekretär Reinhold Lopatka im August 2007.

Seit 31. Mai 2007 moderieren sie die Donnerstag-Nacht-Sendung Willkommen Österreich, die ursprünglich als satirische Neuauflage der gleichnamigen ORF-Livesendung gedacht war, sich aber mit der Zeit zu einer Late-Night-Show entwickelte.
Ab dem 3. Februar 2008 war das Duo in seiner Sendung Im Anschluss: Neues aus Waldheim im Bezahlsender Sky Deutschland zu sehen. Nach Ausstrahlung einer Sendung, in dem die mediale Berichterstattung zum Tod Haiders aufs Korn genommen wurde, kam es zu massiven Protesten seitens BZÖ und FPÖ. Als die Radmuttern am Auto ihres Managers gelockert wurden, sagten die beiden 2008 einen geplanten Auftritt an der Universität Klagenfurt ab.
Im Dezember 2012 moderierte das Duo die erste Ausgabe der nach ihnen benannten satirischen Spielshow Keine Chance – Die Stermann gegen Grissemann Show, welche auf ORF eins ausgestrahlt wurde.

## Trivia
Beim österreichischen Tatort Unvergessen (Erstausstrahlung am 20. Mai 2013) sieht man, wie ein Kärntner Polizist mit Dartpfeilen auf eine Dartscheibe wirft, auf der ein Foto von Stermann und Grissemann zu sehen ist.

## Werke

### Kabarett-Programme
- 1999: Das Ende zweier Entertainer – Ein Scheißabend für alle Beteiligten
- 2000: Die Karawane des Grauens
- 2002: Willkommen in der Ohrfeigenanstalt
- 2005: Harte Hasen
- 2007: Die deutsche Kochschau
- 2011: Stermann
- 2014: Für die Eltern was Perverses
- 2016: Sonny Boys
- 2017: Gags, Gags, Gags

### Theater
- 2003: Seele brennt – A Tribute to Werner Schwab (mit Hilde Sochor und Fritz Ostermayer)
- 2003: Marx Brothers Show

### Bücher
- Als wir noch nicht von Funk und Fernsehen kaputtgemacht geworden sind? edition selene, Wien 1998, ISBN 3-85266-089-0
- Immer nie am Meer. edition selene, Wien 1999, ISBN 3-85266-115-3
- Willkommen in der Ohrfeigenanstalt. Hoanzl, Wien 2002, ISBN 3-902309-01-6
- be afraid honey, it's ... fm4. Die geheimen Anstalts-Tagebücher. edition selene, Wien 2004, ISBN 3-85266-256-7
- be afraid honey, it’s... fm4. Die geheimen Anstalts-Tagebücher von Stermann und Grissemann. Letzte Folge. edition selene, Wien 2005, ISBN 3-85266-271-0
- Debilenmilch. Tropen Verlag, Berlin 2007, ISBN 3-932170-55-5
- Speichelfäden in der Buttermilch: Gesammelte Werke I, Tropen Bei Klett-Cotta, Stuttgart 2011, ISBN 978-3-608-50404-0

### CDs
- Salon Helga – von hinten
- Das Ende zweier Entertainer – Ein Scheißabend für alle Beteiligten
- Du auch
- Die Karawane des Grauens
- Sprechen Sie Österreichisch? (Als Sprecher)
- 2002: Die schönste CD der Welt
- Willkommen in der Ohrfeigenanstalt
- Leck Mich im Arsch – Bäsle Briefe
- Lichtenberg-Album as happy as i can – Track Am Fluss

### Filme
Es gibt drei Filme, in denen Stermann & Grissemann gemeinsam auftreten. In allen Filmen schrieben sie auch am Drehbuch mit:
- Mah Jongg & Die Frisur des Paten (Ö 1996, Kurzfilm, Regie: Antonin Svoboda)
- Immer nie am Meer (Ö 2007, Regie: Antonin Svoboda)
- Drei Eier im Glas (Ö 2015, Regie: Antonin Svoboda)

### DVDs
- Best of Stermann & Grissemann. Väter featuren Söhne (VHS, Ausschnitte aus frühen TV-Sendungen)
- Harte Hasen (Live-Aufzeichnung)
- Wollt Ihr das totale Sieb?! Das Beste vom Hardcore-Duo (Sammlung von Clips)
- Guten Morgen (Clips aus Willkommen Österreich)
- Stermann (Live-Aufzeichnung)

## Preise
- 2002: Salzburger Stier
- 2012: Romy Beliebteste Comedians/Kabarettisten